# Tolypocladium ophioglossoides
Espèce
Synonymes
- Cordyceps ophioglossoides (Ehrh.) Link, 1833

Le Cordyceps de la truffe du cerf, Tolypocladium ophioglossoides est une espèce de champignons ascomycètes, de la famille des Ophiocordycipitaceae. Il a été décrit pour la première fois en 1792 par le botaniste suisse Jakob Friedrich Ehrhart sous le basionyme de Sphaeria ophioglossoides, sanctionné par Fries en 1823. Il a été recombiné dans le genre Cordyceps par Heinrich Friedrich Link en 1833. Pas moins de six espèces de Cordyceps sensu lato sont connues en Europe pour parasiter les fausses truffes (ou truffe du cerf), les taxinomistes chinois ont proposé un genre distinct Elaphocordyceps pour les accueillir, mais en 2014, le genre Tolypocladium a été validé pour ophioglossoides,.

## Synonymes
- Sphaeria ophioglossoides Ehrhart (1792) (Basionyme)
- Cordyceps ophioglossoides (Ehrhart) Link (1833)
- Elaphocordyceps ophioglossoides (Ehrhart) G.H. Sung, J.M. Sung & Spatafora (2007)

## Écologie

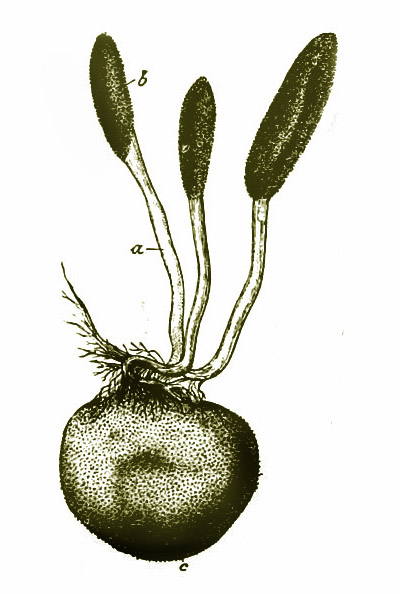
"Faux Cordyceps" (Tolypocladium ophioglossoides) parasitant une" fausse truffe" (Elaphomyces granulatus en particulier), d’après un dessin du botaniste Anton Joseph Kerner von Marilaun (1831-1898).

C'est l'une des six espèces européenne de Cordyceps sensu lato mycoparasite du genre Elaphomyces, dont Elaphomyces granulatus.